# Demonios 2
Demonios 2 (título original Dèmoni 2) es una película italiana de 1986 de terror dirigida por Lamberto Bava y coescrita y producida por Dario Argento. Se trata de la secuela de la película de 1985 Demonios, está protagonizada por David Edwin Knight, Nancy Brilli y Coralina Cataldi-Tassoni, y supuso el debut en el cine a los 10 años de la hija pequeña de Dario Argento, Asia Argento.

## Argumento
La película comienza mencionando que los hechos de la primera parte ocurrieron hace un tiempo determinado, y que el hombre aprendió a defenderse de los demonios y los confinó en una zona aislada por un gran muro con vigilancia permanente, donde se encuentran las ciudades que desolaron los demonios. Todo esto se menciona en un documental que están viendo por televisión los residentes de un edificio inteligente en medio de una gran ciudad.
En ese edificio, Sally Day está celebrando una fiesta de cumpleaños, pero se enfurece cuando se entera de que su exnovio, Jacob, se dirige hacia la fiesta sin haber sido invitado y se encierra en su cuarto, donde ve la película. En el piso de enfrente vive un matrimonio formado por Hannah, una mujer embarazada de siete meses, y George, un estudiante de ciencias. Y en otros pisos conocemos a un niño que se ha quedado solo en casa; un matrimonio con una hija; un hombre que contrata los servicios de una prostituta; y en la planta de abajo los clientes y el instructor de un gimnasio. Y mientras en el exterior se muestra a los padres del niño que han salido de fiesta, con la madre preocupada queriendo volver porque intuye que va a pasar algo, y por otra parte el exnovio de Sally, Jacob, dirigiéndose en coche con unos amigos hacia el edificio conduciendo el coche a una velocidad excesiva por las calles de la ciudad. En la recepción se encuentra el guarda de seguridad del edificio, vigilando desde su mostrador de monitores.
Sally, que se ha encerrado en su habitación sin querer seguir la fiesta, se queda a ver el documental, en el que unos jóvenes escalan el muro que da a la ciudad desolada y acaban reviviendo por accidente a uno de los demonios, al caer sangre de la herida de una de ellos en la boca de su aparente cadáver. El demonio, tras matar a uno de los miembros del equipo y perseguir a los demás, de repente y de forma extraña, nota la presencia de Sally al otro lado de la pantalla, y mágicamente cruza la pantalla del televisor y aparece en el edificio junto a ella, atacándola. Poco después, cuando los demás miembros de la fiesta preparan la torta de cumpleaños, Sally aparece trastornada y, tras soplar las velas, se transforma ante ellos en demonio, y comienza a matarlos a todos. Rápidamente, todos los asistentes a la fiesta salvo dos que se escondieron y un tercero que salió del edificio para esperar a Jacob, se transforman en demonios y comienzan a moverse por el edificio atacando a todos los residentes. Sally, mientras, se abre una herida y vierte su sangre al suelo. La sangre, con un poder cáustico elevado, disuelve los cables eléctricos del edificio, apagando el sistema de seguridad, y dejando a todos los residentes encerrados en el edificio, del que no pueden salir ni rompiendo los cristales, al estar blindados a prueba de balas y ser completamente irrompibles.

## Banda sonora
Para la secuela, Bava decidió usar música new wave británica de bandas como The Smiths, The Cult, Dead Can Dance y Art of Noise, marcando contraste con la primera parte que usaba música heavy metal. Las canciones que aparecen en la película son:
- Panic de The Smiths
- Heartache de Gene Loves Jezebel
- (Here Comes The) Rain y Rain de The Cult
- Power de Fields of the Nephilim
- Backbeat de Art of Noise
- Blue Heart de Peter Murphy
- De Profundis de Dead Can Dance
- Kundalini Express de Love and Rockets
- How It Shone de Pierce Turner
- Blood and Flame de Caduta Massi
- Live in TV de The Producers

## Recepción de la crítica
Como su predecesora, Demonios 2 tuvo una recepción variada de la crítica. En la actualidad tiene un índice de aprobación en Rotten Tomatoes del 56% basado en nueve críticas. La crítica de AllMovie fue negativa, escribiendo, "dejando a un lado la trama simplista, el diálogo terrible y la interpretación atroz, Demonios 2 se deja ver por una razón: los sangrientos efectos mecánicos y de maquillaje de Sergio Stivaletti".